# История на Таджикистан
Историята на Таджикистан започва от ранната каменна ера. През I век пр.н.е. земите на Таджикистан са част от Согдиана, Бактрия, Персия, Империята на Селевкидите, Гръко-бактрийското царство, Кушанското царство, Кидаритското царство. От Индия прониква будизмът, а от Персия – манихейство и зороастризмът.

## Ранна история
Първите държави, които са управлявали земите на Таджикистан, са централноазиатските Согдиана и Бактрия. Страната е под персийска власт от VI век пр.н.е. до 329 г. пр.н.е., когато териториите на съвременен Таджикистан са превзети от Александър Македонски. През III век пр.н.е. Таджикистан е част от Гръко-бактрийското царство, а век по-късно Согдия е превзета от тохарските племена. Кушансата империя е основана през I век. Тя основава множество нови градове, развива земеделието и търговията.
През V и VI век части от Таджикистан са превзети от номадските народи на хионити и по-късно от ефталитите. В началото на VI век Държавата на ефталитите подчинява цяла Средна Азия, Афганистан, част от Северна Индия и някои райони на Източен Туркестан. Столица на ефталитската държава е град Бадиан. В средата на VI век Средна Азия попада под нашествието на тюркски племена. След решаващата битка между тюрки и ефталити (около 562 – 565) завършва с пълната победа на Тюркския хаганат.
Към средата на VIII век Средна Азия е завоювана от арабите, които разпространяват исляма. Военните гарнизони са попълвани от местни войници (на арабски: таджик) от ирански произход, приели исляма от сунитското му направление. Тези войници са ядрото на етногенезиса на таджикския народ.

## Държава на Саманидите (875 – 999)
През IX век арабите са превзети от самадините. Първата таджикска държава е образувана през 875 година от Исмаил Самани с център град Бухара. Те развиват търговията и материалната култура на региона. Държавата на Саманидите е унищожена от нашествието на узбекски племена.

## Под властта на завоеватели
Между X и XIII век множество царства сменят власт в земите на Централна Азия. Тези, които включват земите на Таджикистан, са газневидите, караханидите, горидите, каракитайците и харезитите.
През периода 1212 – 1220 година земите на Таджикистан влизат в състава на Иран. Между 1219 и 1221 година войските на Чингис хан превземат цял Таджикистан, унищожавайки много градове. Така в периода на управление на сина му Чагатай ха, 1220 – 1370 година, таджикистанските земи са в състава на Монголската империя, наричана тогава Чатагайски хаганат.
През XIV век Тимуридите създават империя, в състава на която е страната между 1370 – 1740 година, със столица Самарканд. През XVI век страната е превзета от шейбанидите, които избират за столица Бухара. Между 1740 – 1747 година отново влиза в състава на Иран. Части от тези територии по-късно са превзети от Бухарското ханство и остават част от него до 1920 година (така наречената Източна Бухара).
През 1863 година Русия започва сражения срещу ханатите от Средна Азия. През 1867 година северните части на територията на Таджикистан заедно с град Худжанд влизат в състава на Туркестанското генерал-губернаторство на Руската империя. Границите на Таджикистан са довогорени между Руската и Британската империя, което оставя част от съвременните територии на страната в Туркестан. С падането на царя през 1916 година в Централна Азия започват бунтове, в които много души изгубват живота си.

## Таджикска ССР
Северен Таджикистан е превзет от Болшевишка Русия през 1918. Две години по-късно е превзета и южната част от страната. През 1925 Таджикистан влиза в състава на СССР като автономна република в състава на Узбекската ССР. Столица става град Душанбе, който е образуван през 1924 година в резултат на сливането на три села: Сариосие, Шохмансур и Душанбе.
През 1929 година Таджикистан влиза в състава на СССР като съюзна република.
През периода на съветско управление Таджикистан е най-бедната и неразвита република в Съветския съюз. Тогава страната е разделена на четири региона, два от които с ислямско мнозинство. По тази причина идеи за създаване на ислямска държава съществуват от 1976 г. През 1985 година Горбачов сменя управляващия тогава Рахвон Набиев с Кахар Макхамов. Неговото управление е незадоволително за местното управление, което довежда до появата на бунтове през 1990 година.

## Независим Таджикистан
През 1991 г. в Таджикистан се появява ислямска опозиция. След разпадането на СССР независимата таджикска държава е ръководена от Рахмон Набиев – бивш номенклатурчик от Ленинабад (Худжанд). Все още слабата държавна власт е атакувана от ислямската опозиция в страната. На 11 май 1992 г. ислямската опозиция идва на власт, като Набиев запазва поста си. През юни 1992 година антиислямската опозиция (секуларисти) в страната начело със Сангак Сафаров предприемат преврат в южния град Куляб. Противопоставянето довежда до междуетнически конфликт и гражданска война в Таджикистан (1992 – 1997) между секуларистите – поддръжниците на светския режим (северните райони на Худжанд и Хатлон) и ислямистите (произлизащи от бедните райони на Гарма и Горни Бадахшан). На 27 септември секуларистите завземат Кургантеппа. Кулябските метежници се реорганизират в отряди на Народния фронт, който получава поддръжката на Северен Таджикистан (Худжанд), а също и съседен Узбекистан и Русия, тъй като ислямизацията на Таджикистан заплашва геополитическото статукво в тези страни.
На 24 октомври 1992 година е направен първият опит за щурм на столицата Душанбе от страна на секуларистите. Начело на метежниците застава сподвижникът на Сафаров Емомали Рахмон. През декември 1992 година метежниците успяват без бой да завземат столицата. Сформирано е правителство, оглавявано от Емомали Рахмон. Ислямистите са изтласкани в източните части на страната и в съседен Афганистан. След засилването на властта на талибаните в Афганистан, на 27 юни 1997 година е сключено примирие между правителството на Рахмон и ислямската опозиция. Ислямистите са интегрирани в държавните структури, включително в парламента и армията.
На 3 – 10 ноември 1998 година е извършен опит за метеж на секуларисткия полковник Худойбердиев в северния таджикски град Худжанд, поддържан от съседен Узбекистан.
През 1999 година е извършен опит за навлизане на въоръжени отряди на узбекската ислямистка опозиция в Таджикистан под предводителството на Намангани от територията на Таджикистан (Гарм) в Узбекистан чрез територията на съседен Киргизстан, а по-късно и от Северен Таджикистан при град Наугарзан.
След края на гражданската война в страната започва процес на стабилизация. През 1999 година се провеждат свободни избори, които опозицията определя като нечестни и фалшифицирани. На тези избори президентът Емомали Рахмон е преизбран с голямо мнозинство. Руски бази и военни части продължават да пазят южната граница на страната със съседен Афганистан. След терористичното нападение от 11 септември американски и френски военни части също са разположени на територията на Таджикистан.